# María Enriqueta Betnaza
María Enriqueta Betnaza de Moneta (Coronel Suárez, 8 maggio 1906 – Buenos Aires, 10 gennaio 2005) è stata una poetessa argentina.

## Biografia
Poetessa precoce, esordì a quindici anni con "Rosas del alba". Nel 1927 pubblicò "La fiesta de los sueños", opera di grande forza mistica, molto apprezzata dalla critica.
Fu anche musicista, concertista di pianoforte al Conservatorio di Alberto Williams, e ricevette nel 1935 el primo premio del Conservatorio di Buenos Aires.
Nel 1991 la città de Coronel Suárez le rese omaggio intitolandole una strada.